# Myriopteris peninsularis
Myriopteris peninsularis är en kantbräkenväxtart. Myriopteris peninsularis ingår i släktet Myriopteris och familjen Pteridaceae.

## Underarter
Arten delas in i följande underarter:
- M. p. insularis
- M. p. peninsularis